# Syrinx
Syrinx è una composizione di Claude Debussy per flauto solo del 1913.

## Storia
Gabriel Mourey, storico dell'arte e scrittore, propose fin dal 1909 a Debussy di scrivere le musiche di scena per un suo pezzo teatrale basato sul mito di Psiche. Il musicista, per nulla entusiasta del progetto poiché riteneva quel mito troppo sfruttato, tergiversò per parecchio tempo; solo quattro anni dopo egli accettò comunque di comporre un brano per flauto solo con il titolo La flûte de Pan. Il pezzo, brevissimo, di soli tre minuti, avrebbe dovuto essere l'ultima melodia suonata dal dio Pan prima di morire.
Il 24 di novembre la partitura non era ancora terminata perché la scrittura risultò per Debussy più difficoltosa del previsto, tanto da fargli definire il lavoro "il diavolo stesso". Con fatica il musicista completò l'opera per la fine del mese e la prima esecuzione avvenne a Parigi, nell'abitazione privata di Louis Mors, il costruttore di automobili, durante la recita del dramma di Mourey il 1 dicembre 1913; il brano fu eseguito da Louis Fleury che ne fu anche il dedicatario.
L'opera venne pubblicata postuma, nel 1927, dall'editore Jobert con il titolo di Syrinx per evitare confusione con il primo brano delle Trois chansons de Bilits intitolato proprio La flûte de Pan.

## Analisi
Il brano era stato ideato per accompagnare la scena della morte del dio Pan, che, innamorato della ninfa Siringa, non è da lei ricambiato: la ninfa, braccata dal dio, si getta in un canneto trasformandosi per intervento divino in una canna. Pan, preso dallo sconforto per aver perso le tracce della ninfa, taglia la canna e la divide in vari pezzi, creando lo strumento a fiato detto flauto di Pan o syrinx. 
La partitura, in Si bemolle minore, porta come indicazione "Très modéré" ed è un assolo in tre parti senza interruzioni; inizialmente Debussy non aveva nemmeno utilizzato le barre di battuta che vennero aggiunte da Jobert per la pubblicazione. Ognuna delle parti inizia con un motivo cromatico; nella prima il tema è ripetuto partendo dai toni bassi dello strumento verso l'acuto, sottolineato da un ritmo irregolare; nella seconda parte è utilizzato il registro centrale del flauto, mentre nel finale, con un ritmo che va man mano rallentando, passa dalle note più acute a quelle basse. La linea melodica del brano è continuo arabesco che evita qualsiasi virtuosismo; l'utilizzo predominante del registro grave affida al brano una particolare sensualità e crea un'atmosfera altamente suggestiva, nonostante la sua brevità
Syrinx è una delle composizioni per flauto più celebri ed è stata modello per innumerevoli brani composti ed eseguiti per questo strumento fino ai giorni nostri; sono state fatte inoltre trascrizioni per sassofono e altri strumenti; questi fatti, unitamente all'utilizzo frequente come pezzo di studio e di esame, hanno reso Syrinx un lavoro sfruttato a volte in modo inappropriato.